# Кассиан, Зак
Зак Адам Кассиан (англ. Zack Adam Kassian; род. 24 января 1991, Уинсор, провинция Онтарио, Канада) — канадский хоккеист, нападающий.

## Карьера
Зак Кэссиан начал профессиональную карьеру в клубе ОХЛ «Питерборо Питс». В 2009 году юного форварда в первом раунде драфта НХЛ выбрал клуб «Баффало Сейбрз».
В составе «Клинков» форвард дебютировал в сезоне 2011/12, но не отыграл за «Баффало» и одного полного сезона: в феврале 2012 года его обменяли в «Ванкувер».
В июле 2015 года Зак Кэссиан в результате обмена перешёл в «Монреаль Канадиенс»: форварда обменяли на Брэндона Праста; также «Канадцы» получили выбор в пятом раунде драфта-2016.
В конце декабря 2015 года «Монреаль Канадиенс» обменял Зака в команду «Эдмонтон Ойлерз», взамен получили голкипера Бена Скривенса.
В 2024 году закончил карьеру игрока и в качестве скаута присоединился к «Эдмонтон Ойлерз».

## Карьера в сборной
В составе юниорской региональной сборной Онтарио Зак стал обладателем Мирового кубка вызова 2008 года. Позже форвард вызывался в юниорскую и молодёжную сборные Канады, в составе молодёжной команды Кэссиан завоевал серебро мирового первенства-2011.

## Достижения
- Региональная сборная Канада-Онтарио:

Обладатель Мирового кубка вызова: 2008
- Молодёжная сборная:

серебряный призёр чемпионата мира: 2011